# 巨鼻魚科
巨鼻魚科為輻鰭魚綱鯨頭魚目的其中一科，部分分類法將本科併入倣鯨科（Cetomimidae）。

## 分類
巨鼻魚科下分4個屬，如下：
- 鱗大吻魚屬（Ataxolepis）
  - 阿普齊鱗大吻魚（Ataxolepis apus）
- 似鯨口魚屬（Cetomimoides）
  - 帕氏似鯨口魚（Cetomimoides parri）
- 大吻魚屬（Megalomycter）
  - 蒂氏大吻魚（Megalomycter teevani）
- 獅鼻魚屬（Vitiaziella）
  - 獅鼻魚（Vitiaziella cubiceps）